# Pozsgai Zsolt
Pozsgai Zsolt (Pécs, 1960. szeptember 20. –) Balázs Béla-díjas magyar drámaíró, színházi és filmrendező, forgatókönyvíró, érdemes művész. Több színháznak volt művészeti vezetője. Irodalmi és kulturális kiadványok közreműködője. A Pápai Nemzetközi Történelmi Film Fesztivál alapítója és igazgatója.

## Élete
Édesanyja Szilágy falu szülötte, ahol sok időt töltött, közössége fontos az életében. Édesapja pécsi, nyugdíjazásáig kulturális területen mozgott, különböző intézményeket vezetett. Pozsgai Zsolt már tizenegy évesen „színházat művelt”, egyértelmű volt, merre megy tovább. Középiskolai tanulmányait a pécsi Nagy Lajos Gimnáziumban végezte, ahol a Pécsen és környékén ismert Hegonia nevű amatőr színház egyik alapítója volt. Saját maguk által írt, vagy az abban az időben tiltott műveket adtak elő.
Érettségi után az amatőr színház mellett különféle foglalkozásokat űzött (mentőápoló, művelődési ház igazgató, műtőssegéd, gépkocsivezető, bárénekes is), a család legnagyobb döbbenetére, hiszen – noha megvolt a lehetősége, hogy egyetemen tanuljon tovább, – nem felvételizett sehova. Saját bevallása szerint későbbi írói pályáján – amire már akkor készült – nagy hasznát vehette az itt szerzett tapasztalatoknak.
1982-től a Pécsi Nemzeti Színház tagja mint rendezőasszisztens, művészeti titkár, szervezési vezető, dramaturg. Közben – 1985 és 1988 között – a Janus Pannonius Tudományegyetem magyar-népművelés szak hallgatója volt, amit nem fejezett be, mert Pesten megajánlották, legyen a Pátria Könyvkiadó vezetője, később pedig már – az 1990-es évek elején – az egyetemet átszervezték, a szak megszűnt.
Még egyetemi évei alatt sorkatonaként Taszáron a vadászrepülő-irányítóknál szolgált. Itt írta első színművét (Horatio). Katonaság után ismét a Pécsi Nemzeti Színház tagja, majd a pécsi Pannónia Könyvek szerkesztőségi titkára volt, Tüskés Tibor keze alatt. Ezt követően lett a Pátria Könyvkiadó megalapítója és vezetője Budapesten. A könyvkiadó működése alatt közel száz könyvet gondozott és adott ki, többnyire kortárs írók – mint Fejes Endre, Ördögh Szilveszter, Konrád György, Hernádi Gyula, Hankiss Ágnes, Tüskés Tibor, Karinthy Gábor, Kende Sándor, Vinkó József – műveit. 1991–92-ben a Magyar Könyvkiadók Egyesületénél könyvszerkesztői szakoklevelet szerzett.
Első drámáját Horatio címmel Tüskés Tibor biztatására – aki tanítómestere volt – küldte el Tömöri Péter rendezőismerősének a zalaegerszegi Hevesi Sándor Színházba. 1987-ben mutatták be, nem kis vihart kavarva, hiszen a darab – bár nem tudatosan, de – az akkori magyar–szovjet viszonyokra volt kiélezve. A Pátria nyomda 1995-ös privatizációja során a könyvkiadás megszűnt. Ekkortól Pozsgai már az Arizona Színház művészetei vezetője volt és a zalaegerszegi színház, majd a Kolibri Színház és a Madách Színház dramaturgja lett. Ezen idő alatt folyamatosan mutatták be műveit a főváros színházaiban és vidéken. 1999-től a Pesti Magyar Színházban dolgozott, ahol több színművét maga állította színpadra. Iglódi István igazgató közvetlen irodalmi munkatársa volt. Ezzel párhuzamosan rendszeresen dolgozott íróként és rendezőként a békéscsabai Jókai Színháznak Konter László és a kecskeméti Katona József Színháznak Bodolay Géza igazgatása alatt. 2000-től vezetésével – és Zsáli János, akkori polgármester közreműködésével – megalakult a Pécsváradi Várszínház, ahol évekig nyaranta a Pesti Magyar Színházzal közösen ősbemutatókat tartott.
2003-tól a budapesti Aranytíz Teátrum, 2008-tól a budapesti Komédium Színház művészeti vezetője volt. 2007-től a Horatio Film igazgatója. Ebben az időben a Veszprémi Petőfi Színházban rendező és dramaturg Bujtor István igazgatása alatt. Alakulása óta részt vesz a Nemzeti könyvtár munkájában, melynek szerkesztője és általában ő írja a könyvek előszavait. 2012 februárjától volt a budapesti Újszínház művészeti vezetője és főrendezője, 2013-ban azonban felmondott. 2013 októbertől szabadfoglalkozású író, rendező, illetve a Magyar Krónika egyik szerzője (de annak szerkesztőségi munkájában nem vesz részt).
A hazai bemutatókon túl műveit több külföldi színház bemutatta, például Grazban, Genfben, Bulgária több városában, Oslóban, Szkopjéban, Hamburgban, Avignonban, Bostonban, vagy New Yorkban (Liselotte és a május) a Pilvax Players színházi társaság. Számos hazai rendezvényre hívják zsűrizni, de rangos világfesztiválon is volt már zsűritag (I. Bagdadi Nemzetközi Színházi Fesztivál, 2013-ban).
1995-től több televíziós sorozat forgatókönyvírója. Irodalmi lapokban is publikál. 2006-ban forgatta első nagyjátékfilmjét mint rendező és forgatókönyvíró Csendkút címmel, Mihályfy Sándor – aki a film a producere volt – felkérésére, aki miután megkereste a történettel, meglátta, hogy Pozsgai e két szerepkörben többet tud kihozni belőle. Ezt követően több tévéfilmet, nagyjátékfilmet, dokumentumfilmet is írt és rendezett (Szabadságharc Szebenben, Hun völgy, Szeretlek, Faust, A föld szeretője, Janus, Földindulás, A farkasasszony), miközben a színházi bemutatóinak száma sem csökkent. 2010-ben a Goai Nemzetközi Filmfesztivál (India) mutatta be A Föld szeretője című, eredetileg a Pécs2010 Kulturális Főváros projekt keretében készült filmjét, amit számos más, rangos külföldi filmfesztivál követett.
2018-ban a Reformáció 500 Emlékév alkalmából forgatta Megszállottak /The Devoted/ című filmjét, mely Kálvin és Loyolai Ignác elképzelt találkozásáról szól. A film számos nemzetközi díjat
nyert. 2021-ben forgatta a Magyar Golgota /Darking way/ című filmjét az aradi vértanú, Török Ignác utolsó éjszakájáról. A film 2022 áprilisáig 117 nemzetközi díjat kapott a világ különböző
filmfesztiváljain. 2020-ban megalapította a Pápai Nemzetközi Történelmi Film Fesztivált /PIHFF/, melynek igazgatója. A fesztivál évente kerül megrendezésre Pápa városában.
2015-ig Giorgio Pianosa  álnéven publikálta fordításait.
Felesége Fábos Ildikó televíziós műsorvezető, két lánya Brigitta (1988) és Rebeka (1989).

## Fontosabb díjai
- Szép Ernő-díj – „elsődrámás” kategória („Viaszmadár”, 1992)[10]
- Európa-díj, Európai Drámaíró Verseny, Berlin (“Arthur and Paul”, 1996)
- Magyar Drámaíró Verseny, Jókai Színház – szakmai, zsűri és közönségdíjai (1997, 1998, 1999)
- Arany Oroszlán – Perzsa Akadémia irodalmi és színházi nagydíja – legjobb drámaíró (2006)
- 33. Magyar Filmszemle – legjobb forgatókönyvírói díja („A ház emlékei” – rendező Zsigmond Dezső, Zsigmond Dezsővel és Dörner Józseffel[11] közösen; 2002)
- EMI Music Kiadó alkotói elismerés – hazai könnyűzenei kultúrában kiemelkedő alkotói munkásságért („A kölyök” musical, Nagy Tiborral és Bradányi Ivánnal közösen; 2012)[12][13]
- „Villám”-drámaíró verseny – nyíregyházi Móricz Zsigmond Színház (“Riport a pesti gyerekekről, 1908”; 2015)[14]
- A Magyar Érdemrend lovagkeresztje (2017)[15]
- XVII. Győri Könyvszalon, Kortársasjáték drámaíró verseny[16] – szakmai díj: legjobb drámaíró és közönségdíj a Nyerésre állsz, Béla drámának[m 1] (2017)[17]
- II. Hét Domb Filmfesztivál emlékőrző díj (Megszállottak, 2018)[18]
- 2. Jesus Moziünnep (Jesus Cine Fest) nemzetközi keresztény filmfesztivál legjobb külföldi narratív játékfilm díja (Megszállottak, Argentína, 2018)[19]
- 16. Angel Film Awards – Monacoi Nemzetközi Filmfesztivál(wd) Angel Peace díj (Megszállottak, 2018)[20][21]
- Svájci Nemzetközi Filmfesztivál, legjobb drámai film (Megszállottak, 2018)[22]
- Nógrád Megye Madách Imre Díja (Madách-ünnepség, Balassagyarmat, 2019)[23]
- Kolkatai Nemzetközi Művészfilm Fesztivál (Calcutta International Cult Film Festival, CICFF), Arany róka díj – legjobb játékfilm (Megszállottak, 2019)[24]
- Balázs Béla-díj (2019)
- Aranykor Nemzetközi Művészfilm Fesztivál (L’Age d’Or International Arthouse Film Festival, LIAFF) januári forduló kritikusok díja játékfilm kategóriában (Megszállottak, 2019)[25][26]
- FICOCC (Öt Kontinens Nemzetközi Filmfesztivál[26]) januári hivatalos válogatása (illetve Húros Annamária a legjobb jelmez, Bendiner Zoltán a legjobb világítás, Kovács Claudia a legjobb képi hangulat díja is) (Megszállottak, 2019)[27]
- FESCISA San Antonio Független Filmfesztivál – legjobb játékfilm, San Antonio de Ibarra(wd), Ecuador (Megszállottak, 2019)[28]
- International Screen Award platinadíj – nemzetközi játékfilm kategória (Megszállottak, 2019)[29]
- Érdemes művész (2021)

## Megjelent kötetek
drámakötetek
- Szeretlek, színház (2001)
- Makacs alkony (2003)
- Prófétakeringő (2004)
- Szeretlek, fény (2008)
- Szüzek és szörnyek (2013)
- Üzen velem valaki /tanulmányok, esszék, 2016/
- Beszélnek bennem /Új drámák - Püski Kiadó./ (2020)

egyéb
- Kibédi Ervin: Kibédi variációk; a riportokat Pozsgai Zsolt készítette (Pátria könyvek; Pátria Nyomda, Bp., 1989)[30]
- Mecseki Láthatatlanok (mecseki láthatatlanok Pécs 1956; Sarlós Endre illusztrációival, magánkiadás: Páva Zsolt, 2016)[31]

## Fontosabb színházi bemutatók
- Horatio (1988)
- Ez most az utolsó pillanat, drágám! (1989)
- Viaszmadár (1992)
- Kölyök (1993) (musical szövegkönyv)
- Szeretlek, cirkusz (1994)
- Törődj a kerttel! (1995)
- Bakkfy és a csúnya királykisasszony (1995)
- Arthur és Paul (1995)
- Vörös és fekete (1995)
- Szeretlek, Faust (1996)
- Fekete méz (1998)
- Prófétakeringő (1999)
- Gólyakalifa (1999)
- A család játékai (1999)
- Boldog Asztrik küldetése (2001)
- Pszicho (2002)
- Liselotte és a május (2002)
- Boldog bolondok (2003)
- A szajha és a szörny (2003)
- Meglőttük a fényes sellőt (2004)
- Szerelem, bolondulásig (2004)
- Szabadságharc Szebenben (2004)
- Razzia (2005)
- A gyertyák csonkig égnek (2006)
- Mozart és Constanze (2007)
- Szeretlek, fény (2007)
- Janus (2008)
- Naplópók (2011)
- Pipás Pista (2013)
- A Vasgróf (2014)
- Gina és Fidel (2014, 2018)
- A szellemúrnő (Ábránfy Katalin – játék a történelemmel a Reformáció 500. évfordulójára, 2017)[32]
- Abigél (Szabó Magda regénye nyomán, 2017)[33]
- Gyöngyhajú lány balladája (ExperiDance Tánctársulat, 2016)
- Cinderella – Mese az elveszett cipellőről és a megtalált boldogságról (ExperiDance Tánctársulat, 2017)[34][35]
- A király és a szűz (felolvasószínház: 2017;[36] 2018)
- Panna, a pöttöm (2018)

## Filmjei
- Hetedíziglen (forgatókönyv)

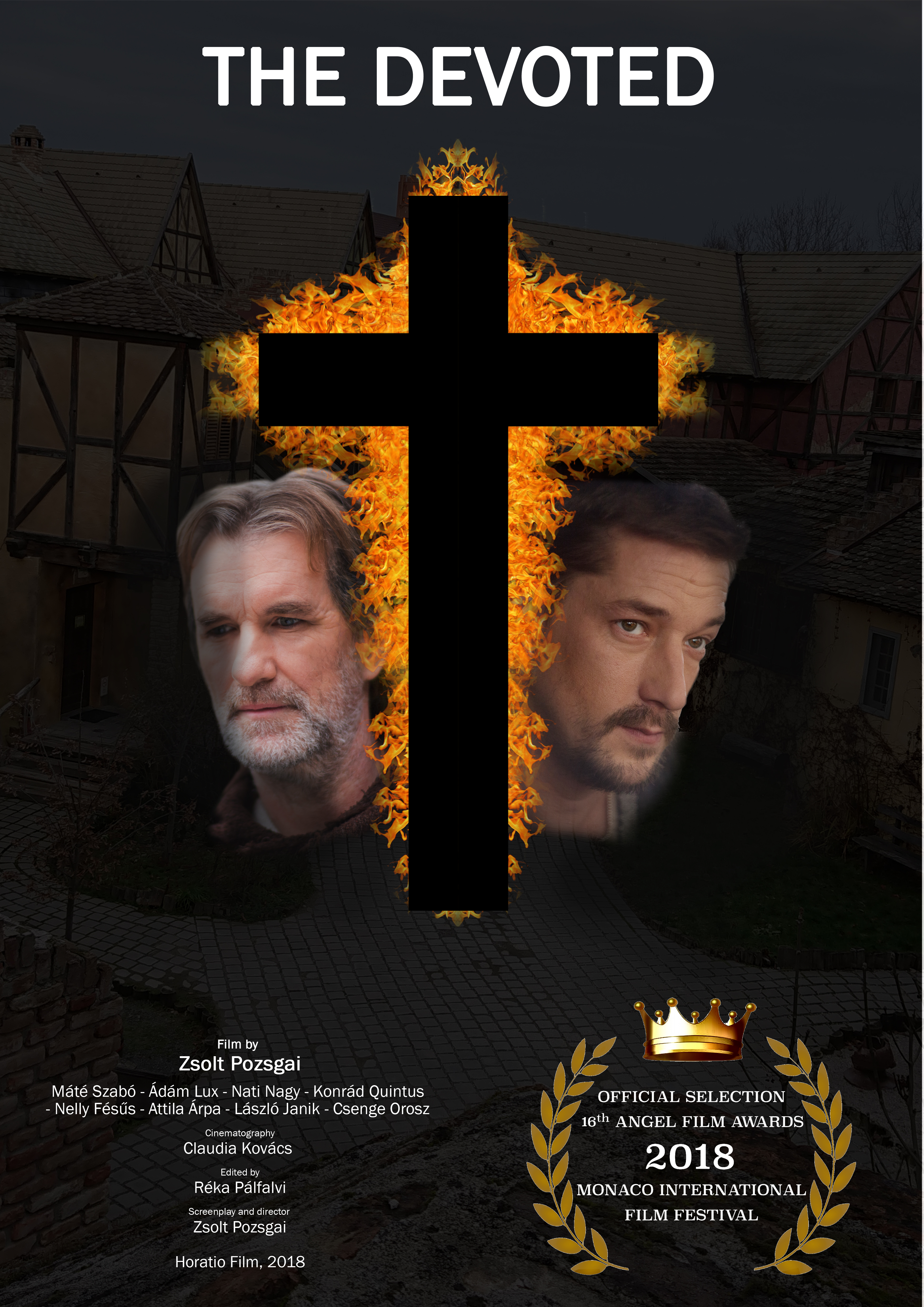
A Megszállottak plakátja

- Éretlenek (sorozat forgatókönyv, 12 rész)
- Black Rose vár titka (sorozat forgatókönyv, 12 rész)
- Fekete méz (forgatókönyv, társrendező)
- Gólyakalifa (író, rendező)
- Konyec (eredeti forgatókönyv)
- A vadlány (forgatókönyv)
- Csendkút (író, rendező)
- Szabadságharc Szebenben (író, rendező)
- Hun Völgy titka (író, rendező)
- A föld szeretője (író, rendező)
- Szeretlek, Faust (író, rendező)
- Janus (író, rendező)
- Kisváros (forgatókönyvíró, 134 rész)
- Molto pavane (tévéjáték – író, rendező)
- Földindulás (tévéjáték – rendező)
- A fekete bojtár (tévéjáték – író; 2015)
- Kötél a mélyben (dokumentumfilm – író, rendező; 2015)
- Farkasasszony (tévéjáték – rendező)[37]
- Szabadonczok (tévéjáték – író, rendező; 2016)
- Mecseki láthatatlanok (dokumentumfilm – író, rendező; 2017)[38]
- A király és a szűz (tévéjáték – író, rendező; 2018)[39]
- Megszállottak (író, rendező; 2018)[40]
- Magyar Golgota (író, rendező; 2021)
- Örökségül (rendező, 2023)[41]
- A királytalálkozó (író, rendező, 2024)[42]